# Rasigar mandrams
Rasigar mandrams – specyficzny typ fanklubów filmowych, zjawisko charakterystyczne dla południowych Indii, występujące również w Malezji, Singapurze i na Sri Lance.
Powszechnie występuje szczególnie w Tamil Nadu, gdzie każdy ważniejszy aktor dysponuje siecią organizacji fanowskich. Ich członkami są głównie mężczyźni, często nieżonaci, w wieku 18–24 lat. Mandram zrzesza ok. 25 osób, choć częste są przykłady jednostek znacznie większych. Ich członkowie z reguły są sąsiadami bądź przyjaciółmi. Przynależność nie jest uwarunkowana religią, w organizacjach tych współdziałają hinduiści, chrześcijanie i muzułmanie. Są aktywne na wielu polach, wydają czasopisma, prowadzą profile w serwisach społecznościowych, organizują seanse filmowe czy obchody urodzin gwiazdy. Prowadzą również wszechstronną działalność społeczną, rozprowadzając darmową żywność, ubrania, podręczniki szkolne, propagują też oddawanie krwi przez swoich członków. 
Często łączą się w wysoce zorganizowane struktury, liczące nawet kilkadziesiąt tysięcy oddziałów. Odgrywają istotną rolę polityczną, umożliwiając konkretnej gwieździe kina zbudowanie własnej organizacji partyjnej. Były podstawą utworzonej w 1972 AIADMK, odgrywają również istotną rolę w założonej przez Vijayakantha (2005) DMDK. Wielu czołowych południowoindyjskich polityków wywodzi się z mandramów, stąd bywają one czasem nazywane politycznym ramieniem partii politycznych.